# Myra (Noorwegen)
Myra is een plaats in de Noorse gemeente Vegårshei in de  provincie Agder. Myra is de enige kern in de gemeente. In het dorp staat de parochiekerk van Vegårshei, een houten kruiskerk uit 1808. Het enige station in de gemeente ligt even ten noorden van het dorp.